# I liga peruwiańska w piłce nożnej (2007)
Peru 2007
Mistrzem Peru został klub Universidad San Martín Lima, natomiast wicemistrzem Peru – klub Cienciano Cuzco.
Do Copa Libertadores w roku 2008 zakwalifikowały następujące kluby:
- Universidad San Martín Lima (zwycięzca turnieju Apertura)
- Coronel Bolognesi Tacna (zwycięzca turnieju Clausura)
- Cienciano Cuzco (najlepszy w tabeli sumarycznej)

Do Copa Sudamericana w roku 2008 zakwalifikowały się następujące kluby:
- Sport Áncash Huaraz (3. miejsce w tabeli sumarycznej)
- Universitario Lima (4. miejsce w tabeli sumarycznej)

Kluby, które spadły do II ligi:
- Municipal Lima (11. miejsce w tabeli sumarycznej)
- Total Clean Arequipa (12. miejsce w tabeli sumarycznej)

Na miejsce spadkowiczów awansowały następujące kluby:
- José Gálvez Chimbote (uznano krzywdę, jaką wyrządzono temu klubowi w poprzednim sezonie i pozwolono na powrót do I ligi)
- Universidad César Vallejo Trujillo (mistrz II ligi)
- Juan Aurich Chiclayo (zwycięzca turnieju Copa Perú)
- Atlético Minero Huancayo (zwycięzca pojedynku między wicemistrzem II ligi a finalistą Copa Perú)

I liga powiększona została do 14 klubów.

## Torneo Apertura 2007

### Apertura 1
| Data          | Mecz |
| ------------- | --- |
| 3 lutego 2007 | Municipal Lima – FBC Melgar 1:2 Roberto Farfán 75 – Cristián Zúñiga 13, 54                                |
| 3 lutego 2007 | Alianza Atlético Sullana – Club Sporting Cristal 0:0                                                      |
| 3 lutego 2007 | Coronel Bolognesi Tacna – Universidad San Martín Lima 1:1 Johan Vásquez 73 – Mario Evaristo Leguizamón 68 |
| 4 lutego 2007 | Alianza Lima – Sport Boys Callao 2:2 Junior Viza 1, Junior Ross 20 – Sergio Ibarra 33, Roberto Duffoó 35  |
| 4 lutego 2007 | Total Clean Arequipa – Universitario Lima 1:2 Larry Yáñez 70 – Marco Ruíz 25, Mayer Candelo 46            |
| 4 lutego 2007 | Sport Áncash Huaraz – Cienciano Cuzco 0:1 Juan Mariño 19                                                  |

### Apertura 2
| Data           | Mecz |
| -------------- | --- |
| 10 lutego 2007 | Sport Boys Callao – Alianza Atlético Sullana 0:1 Pedro Luís Ascoy 33                                                             |
| 10 lutego 2007 | Club Sporting Cristal – Municipal Lima 3:1 Carlos Lobatón 15, Carlos Augusto Orejuela 32, Gabriel García 70k – Juan Saavedra 59k |
| 10 lutego 2007 | Universitario Lima – Sport Áncash Huaraz 0:0                                                                                     |
| 11 lutego 2007 | FBC Melgar – Alianza Lima 2:1 Cristián Zúñiga 9, 45 – Roberto Silva 59                                                           |
| 11 lutego 2007 | Cienciano Cuzco – Coronel Bolognesi Tacna 3:0 Francisco Hernández 21, Rodrigo Saraz 35, Edson Uribe 40                           |
| 11 lutego 2007 | Universidad San Martín Lima – Total Clean Arequipa 1:0 Gastón Cellerino 75                                                       |

### Apertura 3
| Data           | Mecz |
| -------------- | --- |
| 11 lutego 2007 | Coronel Bolognesi Tacna – Sport Áncash Huaraz 0:0                                                                                     |
| 11 lutego 2007 | Sport Boys Callao – Club Sporting Cristal 0:1 Gabriel García 15                                                                       |
| 11 lutego 2007 | Alianza Atlético Sullana – FBC Melgar 0:0                                                                                             |
| 11 lutego 2007 | Alianza Lima – Universidad San Martín Lima 4:1 Martín Ligüera 16, Flavio Maestri 36, 57, Carlos Alberto Zegarra 78 – Pedro García 87k |
| 11 lutego 2007 | Municipal Lima – Universitario Lima 2:1 Juan Saavedra 34k, Ricardo Pérez 55 – Mayer Candelo                                           |
| 11 lutego 2007 | Total Clean Arequipa – Cienciano Cuzco 0:2 Juan Carlos Mariño 55k, Rodrigo Saraz 80                                                   |

### Apertura 4
| Data           | Mecz |
| -------------- | --- |
| 11 lutego 2007 | Sport Áncash Huaraz – Total Clean Arequipa 4:1 Natalio Portillo 11, 64, Richard Maria Estigarribia 12, 17 – Ramón Rodríguez del Solar 66 |
| 11 lutego 2007 | FBC Melgar – Sport Boys Callao 1:4 Víctor Reyes 68 – Pedro Antonio Aparicio 2, 75, José Herrera 81, Víctor Rossel 88                     |
| 11 lutego 2007 | Club Sporting Cristal – Alianza Lima 1:1 Carlos Augusto Orejuela 66 – Roberto Silva 53                                                   |
| 11 lutego 2007 | Universidad San Martín Lima – Alianza Atlético Sullana 3:0 Mauricio Montes 29, Mario Evaristo Leguizamón 47k, Gastón Cellerino 75        |
| 11 lutego 2007 | Universitario Lima – Coronel Bolognesi Tacna 4:0 Darío Caballero 2, Johan Javier Fano 42, 62, Alex Segundo Magallanes 75                 |
| 11 lutego 2007 | Cienciano Cuzco – Municipal Lima 2:0 Paolo de la Haza 40, Juan Carlos Mariño 68                                                          |

### Apertura 5
| Data           | Mecz |
| -------------- | --- |
| 24 lutego 2007 | Municipal Lima – Sport Áncash Huaraz 1:1 Giuseppi Ramos 40 – Natalio Portillo 64                                      |
| 24 lutego 2007 | Club Sporting Cristal – FBC Melgar 1:3 Miguel Villalta 76 – Javier Pereyra 19, Cristián Zúñiga 60, 93k                |
| 24 lutego 2007 | Alianza Lima – Cienciano Cuzco 2:1 Junior Viza 16, Flavio Maestri 50 – Julio García 25                                |
| 25 lutego 2007 | Sport Boys Callao – Universidad San Martín Lima 2:0 Víctor Rossel 49, Manuel Marengo 70                               |
| 25 lutego 2007 | Total Clean Arequipa – Coronel Bolognesi Tacna 3:0 Renzo Guevara 23, Christian Ortiz 41, Ramón Rodríguez del Solar 56 |
| 25 lutego 2007 | Alianza Atlético Sullana – Universitario Lima 3:0 Sidney Faiffer 13, Martín Tenemás 57k, Frank Alonso Rojas 63        |

### Apertura 6
| Data         | Mecz |
| ------------ | --- |
| 3 marca 2007 | Coronel Bolognesi Tacna – Municipal Lima 2:2 Paul Manuel Cominges 22, Johan Vásquez 68 – Marco Portilla 21, Juan Iriarte 38               |
| 3 marca 2007 | Universidad San Martín Lima – Club Sporting Cristal 2:2 Hernán Rengifo 44, Pedro García 89 – Carlos Augusto Orejuela 9, Carlos Lobatón 43 |
| 3 marca 2007 | Universitario Lima – Alianza Lima 1:2 Alex Segundo Magallanes 43 – Alex Sánchez 56, Ernesto Arakaki 88                                    |
| 4 marca 2007 | Sport Áncash Huaraz – Alianza Atlético Sullana 1:1 Natalio Portillo 22 – Sidney Faiffer 52                                                |
| 4 marca 2007 | Cienciano Cuzco – Sport Boys Callao 1:1 Jaime Alfonso Ruiz 5 – Sergio Ibarra 62                                                           |
| 4 marca 2007 | FBC Melgar – Total Clean Arequipa 3:1 Ysrael Zúñiga 18, 60, Hilden Salas 68 – Sebastián Néstor Domínguez 52                               |

### Apertura 7
| Data          | Mecz |
| ------------- | --- |
| 9 marca 2007  | Alianza Lima – Sport Áncash Huaraz 2:0 Flavio Maestri 2, Erick Torres 50                                                  |
| 10 marca 2007 | Sport Boys Callao – Universitario Lima 1:1 Víctor Rossel 88 – Johan Javier Fano 37                                        |
| 11 marca 2007 | Alianza Atlético Sullana – Coronel Bolognesi Tacna 2:0 Pedro Luís Ascoy 6, Martín Tenemás 36k                             |
| 11 marca 2007 | Club Sporting Cristal – Cienciano Cuzco 2:2 Miguel Villalta 22, Jorge Antonio Soto 38 – Rodrigo Saraz 6, Miguel Mostto 79 |
| 11 marca 2007 | Municipal Lima – Total Clean Arequipa 3:0 Marco Portilla 48, 85, Roberto Farfán 75                                        |
| 11 marca 2007 | FBC Melgar – Universidad San Martín Lima 0:3 Fernando del Solar 37, Pedro García 62, Enzo Hernán Gutiérrez 74             |

### Apertura 8
| Data             | Mecz |
| ---------------- | --- |
| 17 marca 2007    | Coronel Bolognesi Tacna – Alianza Lima 2:0 Gianfranco Espinoza 14, Paul Manuel Cominges 84                                             |
| 17 marca 2007    | Universidad San Martín Lima – Municipal Lima 2:1 Antonio Meza Cuadra 6, Hernán Rengifo 59 – Renzo Sheput 75k                           |
| 18 marca 2007    | Universitario Lima – Club Sporting Cristal 3:1 Piero Alva 11, 77, Mayer Candelo 50 – Amilton Prado 61                                  |
| 18 marca 2007    | Total Clean Arequipa – Alianza Atlético Sullana 0:2 José Moisela 39k, Sidney Faiffer 70                                                |
| 18 marca 2007    | Cienciano Cuzco – FBC Melgar 2:3 Javier Salazar 10, Rodrigo Saraz 45 – Ysrael Zúñiga 47, Jesús Arismendi 63, Hilden Salas 90k          |
| 25 kwietnia 2007 | Sport Áncash Huaraz – Sport Boys Callao 4:1 Juan Montenegro 3, Juan Carrillo 68k, Richard Maria Estigarribia 81, 85 – Sergio Ibarra 47 |

### Apertura 9
| Data             | Mecz                                                                                                 |
| ---------------- | --- |
| 24 marca 2007    | Alianza Lima – Total Clean Arequipa 3:0 Martín Ligüera 47k, Junior Viza 59, 82                       |
| 24 marca 2007    | FBC Melgar – Universitario Lima 2:1 Javier Pereyra 2, José Guevara 81 – Mayer Candelo 40             |
| 24 marca 2007    | Sport Boys Callao – Coronel Bolognesi Tacna 1:0 Pedro Antonio Aparicio 83                            |
| 25 marca 2007    | Alianza Atlético Sullana – Municipal Lima 2:1 Frank Alonso Rojas 40, 60 – Rafael Farfán 81           |
| 18 kwietnia 2007 | Universidad San Martín Lima – Cienciano Cuzco 0:2 Juan Diego González-Vigil 8, Christian Guevara 89k |
| 9 maja 2007      | Club Sporting Cristal – Sport Áncash Huaraz 0:2 Richard Maria Estigarribia 54, 82                    |

### Apertura 10
| Data            | Mecz |
| --------------- | --- |
| 31 marca 2007   | Total Clean Arequipa – Sport Boys Callao 2:1 Christian Vildoso 14, Sebastián Néstor Domínguez 56 – Manuel Marengo 54                       |
| 31 marca 2007   | Coronel Bolognesi Tacna – Club Sporting Cristal 3:1 Paul Manuel Cominges 55k, Luís Alberto Ramírez 74, Yancarlo Casas 79 – José Mendoza 43 |
| 1 kwietnia 2007 | Municipal Lima – Alianza Lima 2:2 Roberto Farfán 29, Masakatsu Sawa 49 – Flavio Maestri 43, 72                                             |
| 1 kwietnia 2007 | Universitario Lima – Universidad San Martín Lima 0:3 Gastón Cellerino 17, 23, Hernán Rengifo 75                                            |
| 1 kwietnia 2007 | Alianza Atlético Sullana – Cienciano Cuzco 2:2 Yankuba Ceesay 31, Sidney Faiffer 86 – Juan Diego González-Vigil 50, 57                     |
| 16 maja 2007    | Sport Áncash Huaraz – FBC Melgar 1:0 Juan Carrillo 94                                                                                      |

### Apertura 11
| Data            | Mecz |
| --------------- | --- |
| 7 kwietnia 2007 | Club Sporting Cristal – Total Clean Arequipa 4:1 Luis Alberto Bonnet 14, 31, Carlos Augusto Orejuela 47, Gabriel García 92 – Christian Ortiz 56 |
| 7 kwietnia 2007 | Sport Boys Callao – Municipal Lima 2:0 Gianfranco Labarthe 53, José Herrera 86k                                                                 |
| 7 kwietnia 2007 | FBC Melgar – Coronel Bolognesi Tacna 2:5 Ysrael Zúñiga 39k, 85 – Paul Manuel Cominges 8, 26, 68, Enrique Ismodes 31, José Carlos Fernández 61   |
| 7 kwietnia 2007 | Alianza Lima – Alianza Atlético Sullana 2:0 Frank Alonso Rojas 61s, Renzo Benavides 69                                                          |
| 8 kwietnia 2007 | Cienciano Cuzco – Universitario Lima 0:1 Johan Javier Fano 5                                                                                    |
| 23 maja 2007    | Universidad San Martín Lima – Sport Áncash Huaraz 4:0 Mario Evaristo Leguizamón 33, Hernán Rengifo 39, 51, 73                                   |

### Apertura 12
| Data             | Mecz |
| ---------------- | --- |
| 11 kwietnia 2007 | Universitario Lima – Total Clean Arequipa 1:1 Gustavo Vassallo 20 – Roberto Holsen 70                                     |
| 11 kwietnia 2007 | Universidad San Martín Lima – Coronel Bolognesi Tacna 1:2 Hernán Rengifo 3 – Mario Jorge Soto 4, José Carlos Fernández 81 |
| 11 kwietnia 2007 | FBC Melgar – Municipal Lima 0:1 Renzo Sheput 80k                                                                          |
| 11 kwietnia 2007 | Sport Boys Callao – Alianza Lima 2:1 Sergio Ibarra 50, 75 – Carlos Alberto Zegarra 45                                     |
| 12 kwietnia 2007 | Club Sporting Cristal – Alianza Atlético Sullana 1:1 Carlos Augusto Orejuela 55 – José Moisela 92                         |
| 30 maja 2007     | Cienciano Cuzco – Sport Áncash Huaraz 1:0 Paolo de la Haza 64                                                             |

### Apertura 13
| Data             | Mecz |
| ---------------- | --- |
| 14 kwietnia 2007 | Total Clean Arequipa – Universidad San Martín Lima 2:3 Sebastián Néstor Domínguez 53, Roberto Holsen 61 – Pedro García 11k, Hernán Rengifo 29, 39                  |
| 14 kwietnia 2007 | Alianza Lima – FBC Melgar 1:1 Junior Viza 48 – Ysrael Zúñiga 13k                                                                                                   |
| 15 kwietnia 2007 | Alianza Atlético Sullana – Sport Boys Callao 0:0 |
| 15 kwietnia 2007 | Coronel Bolognesi Tacna – Cienciano Cuzco 2:3 José Andrés Bilibio 22, Luís Alberto Ramírez 82 – Rodrigo Saraz 2, Juan Diego González-Vigil 46, Edgar Villamarín 63 |
| 15 kwietnia 2007 | Municipal Lima – Club Sporting Cristal 1:2 Ricardo Pérez 80 – Carlos Augusto Orejuela 21, Damián Ísmodes 49                                                        |
| 3 czerwca 2007   | Sport Áncash Huaraz – Universitario Lima 1:0 |

### Apertura 14
| Data             | Mecz |
| ---------------- | --- |
| 21 kwietnia 2007 | Club Sporting Cristal – Sport Boys Callao 1:3 Luis Alberto Bonnet 76k – Jhonnier Montaño 44, José Herrera 53, Víctor Rossel 91     |
| 21 kwietnia 2007 | Universitario Lima – Municipal Lima 0:2 Yhoner Toro 27, Masakatsu Sawa 90                                                          |
| 21 kwietnia 2007 | Sport Áncash Huaraz – Coronel Bolognesi Tacna 2:0vo walkower dla klubu Sport Áncash Huaraz                                         |
| 22 kwietnia 2007 | FBC Melgar – Alianza Atlético Sullana 1:0 Javier Pereyra 75                                                                        |
| 22 kwietnia 2007 | Universidad San Martín Lima – Alianza Lima 2:0 Hernán Rengifo 16, Pedro García 46                                                  |
| 22 kwietnia 2007 | Cienciano Cuzco – Total Clean Arequipa 2:2 Miguel Mostto 22, Francisco Hernández 43 – César Ortíz 10, Ramón Rodríguez del Solar 35 |

### Apertura 15
| Data             | Mecz |
| ---------------- | --- |
| 28 kwietnia 2007 | Total Clean Arequipa – Sport Áncash Huaraz 3:2 Roberto Holsen 1, 28, Germán Carty 49 – Richard Maria Estigarribia 44, Roberto Guizasola 91           |
| 28 kwietnia 2007 | Coronel Bolognesi Tacna – Universitario Lima 2:3 Paul Manuel Cominges 5, Juan Barros 80 – Johan Javier Fano 16k, Mayer Candelo 33, Héctor Hurtado 89 |
| 29 kwietnia 2007 | Sport Boys Callao – FBC Melgar 4:4 Sergio Ibarra 3, 51k, Nicolás Nieri 23, José Herrera 90 – Ysrael Zúñiga 58k, 62, 70, 73                           |
| 29 kwietnia 2007 | Alianza Lima – Club Sporting Cristal 1:1 Jair Iglesias 61 – Damián Ísmodes 90                                                                        |
| 29 kwietnia 2007 | Alianza Atlético Sullana – Universidad San Martín Lima 2:2 Sidney Faiffer 15, Pedro Luís Ascoy 63 – Mario Evaristo Leguizamón 19, Hernán Rengifo 51  |
| 29 kwietnia 2007 | Municipal Lima – Cienciano Cuzco 1:1 Masakatsu Sawa 18 – Juan Diego González-Vigil 37                                                                |

### Apertura 16
| Data        | Mecz |
| ----------- | --- |
| 1 maja 2007 | Coronel Bolognesi Tacna – Total Clean Arequipa 1:3 Eduardo Alberto Uribe 61 – Sebastián Néstor Domínguez 19k, César Ortíz 60, Christian Ortiz |
| 2 maja 2007 | Sport Áncash Huaraz – Municipal Lima 3:0 Carlos Antonio Flores, Richard Maria Estigarribia 82, Juan Carrillo 85                               |
| 2 maja 2007 | Universidad San Martín Lima – Sport Boys Callao 4:0 Mario Evaristo Leguizamón 11, 22, 63, Hernán Rengifo 25                                   |
| 2 maja 2007 | FBC Melgar – Club Sporting Cristal 2:0 Ysrael Zúñiga 27, 85k                                                                                  |
| 2 maja 2007 | Universitario Lima – Alianza Atlético Sullana 3:1 Johan Javier Fano 30, 84, Donny Neyra 38k – Pedro Luís Ascoy 71k                            |
| 2 maja 2007 | Cienciano Cuzco – Alianza Lima 0:0 |

### Apertura 17
| Data        | Mecz |
| ----------- | --- |
| 5 maja 2007 | Sport Boys Callao – Cienciano Cuzco 0:1 Paolo de la Haza 67                                                                   |
| 5 maja 2007 | Club Sporting Cristal – Universidad San Martín Lima 0:3 Pedro García 9, 34, Mario Evaristo Leguizamón 81                      |
| 6 maja 2007 | Alianza Atlético Sullana – Sport Áncash Huaraz 2:2 Arnaldo Villalba 47, 54 – Carlos Antonio Flores 70k, Víctor Cartagena 77   |
| 6 maja 2007 | Municipal Lima – Coronel Bolognesi Tacna 1:0 Renzo Sheput 65                                                                  |
| 6 maja 2007 | Alianza Lima – Universitario Lima 1:2 Johan Sotil 88 – Darío Caballero 55, Donny Neyra 91                                     |
| 6 maja 2007 | Total Clean Arequipa – FBC Melgar 3:2 Germán Carty 48, Sebastián Néstor Domínguez 51, 68 – José Guevara 85k, Norbil Romero 93 |

### Apertura 18
| Data         | Mecz |
| ------------ | --- |
| 12 maja 2007 | Universitario Lima – Sport Boys Callao 3:3 Johan Javier Fano 40, 66, Gustavo Vassallo 87k – Nicolás Nieri 50, Jhonnier Montaño 51, Michael Guevara 71 |
| 12 maja 2007 | Coronel Bolognesi Tacna – Alianza Atlético Sullana 1:1 Paul Manuel Cominges 12 – Yankuba Ceesay 89                                                    |
| 12 maja 2007 | Cienciano Cuzco – Club Sporting Cristal 1:0 William Chiroque 12                                                                                       |
| 12 maja 2007 | Total Clean Arequipa – Municipal Lima 1:3 Sebastián Néstor Domínguez 68 – Roberto Farfán 4, Giuliano Portilla 19, Masakatsu Sawa 60                   |
| 12 maja 2007 | Universidad San Martín Lima – FBC Melgar 3:0 Hernán Rengifo 3, Pedro García 26k, José Chacón 50                                                       |
| 13 maja 2007 | Sport Áncash Huaraz – Alianza Lima 2:2 Víctor Cartagena 62, Richard Maria Estigarribia 66 – Junior Ross 44, Johan Sotil 74                            |

### Apertura 19
| Data         | Mecz |
| ------------ | --- |
| 19 maja 2007 | Club Sporting Cristal – Universitario Lima 3:1 Carlos Lobatón 47, Luis Alberto Bonnet 72, Gabriel García 90 – Luis Daniel Hernández 54s |
| 19 maja 2007 | Municipal Lima – Universidad San Martín Lima 0:1 Ryan Salazar 91                                                                        |
| 19 maja 2007 | Sport Boys Callao – Sport Áncash Huaraz 1:0 Sergio Ibarra 72k                                                                           |
| 20 maja 2007 | Alianza Atlético Sullana – Total Clean Arequipa 1:0 Pedro Plaza 88                                                                      |
| 20 maja 2007 | Alianza Lima – Coronel Bolognesi Tacna 0:0                                                                                              |
| 20 maja 2007 | FBC Melgar – Cienciano Cuzco 2:2 Ysrael Zúñiga 63, Carlos Javier Solís 80 – Juan Mariño 67, Javier Salazar 70                           |

### Apertura 20
| Data         | Mecz |
| ------------ | --- |
| 26 maja 2007 | Municipal Lima – Alianza Atlético Sullana 1:1 Giuliano Portilla 49 – Saulo Aponte 33                                             |
| 26 maja 2007 | Coronel Bolognesi Tacna – Sport Boys Callao 0:2 José Corcuera 40, Gianfranco Labarthe 58                                         |
| 27 maja 2007 | Total Clean Arequipa – Alianza Lima 1:2 Roberto Holsen 65 – Junior Viza 46, Ismael Alvarado 88                                   |
| 27 maja 2007 | Universitario Lima – FBC Melgar 1:0 Marco Ruíz 87                                                                                |
| 27 maja 2007 | Cienciano Cuzco – Universidad San Martín Lima 1:2 Juan Diego González-Vigil 58 – Hernán Rengifo 57, Mario Evaristo Leguizamón 81 |
| 27 maja 2007 | Sport Áncash Huaraz – Club Sporting Cristal 2:0 Juan Montenegro 62k, Willy Rivas 81                                              |

### Apertura 21
| Data           | Mecz |
| -------------- | --- |
| 5 czerwca 2007 | Club Sporting Cristal – Coronel Bolognesi Tacna 0:0                                                                                            |
| 6 czerwca 2007 | Alianza Lima – Municipal Lima 1:0 Martín Ligüera 63                                                                                            |
| 6 czerwca 2007 | Universidad San Martín Lima – Universitario Lima 2:2 Mario Evaristo Leguizamón 40, Ryan Salazar 54 – Gustavo Vassallo 59, Johan Javier Fano 88 |
| 6 czerwca 2007 | Cienciano Cuzco – Alianza Atlético Sullana 2:1 Juan Diego González-Vigil 30k, 71 – Saulo Aponte 57                                             |
| 6 czerwca 2007 | FBC Melgar – Sport Áncash Huaraz 1:2 Herlyn Israel Zúñiga 90 – Natalio Portillo 41, Juan Carrillo 88                                           |
| 6 czerwca 2007 | Sport Boys Callao – Total Clean Arequipa 2:1 Gianfranco Labarthe 45, José Corcuera 61 – Sebastián Néstor Domínguez 84                          |

### Apertura 22
| Data            | Mecz |
| --------------- | --- |
| 9 czerwca 2007  | Total Clean Arequipa – Club Sporting Cristal 2:1 Roberto Holsen 60, Paolo Maldonado 75 – Carlos Augusto Orejuela 7 |
| 10 czerwca 2007 | Alianza Atlético Sullana – Alianza Lima 0:1 Martín Ligüera 24 mecz przerwany w 79 minucie – wynik zachowano        |
| 10 czerwca 2007 | Universitario Lima – Cienciano Cuzco 1:0 Gustavo Vassallo 61                                                       |
| 10 czerwca 2007 | Municipal Lima – Sport Boys Callao 1:1 Marco Portilla 13 – Gianfranco Labarthe 37                                  |
| 10 czerwca 2007 | Sport Áncash Huaraz – Universidad San Martín Lima 1:1 Richard Maria Estigarribia 83 – Carlos Ibarra 51             |
| 10 czerwca 2007 | Coronel Bolognesi Tacna – FBC Melgar 1:1 Mario Jorge Soto 24 – Hilden Salas 41k                                    |

### Tabela końcowa turnieju Apertura 2007
| Poz | Klub                        | Mecze | Zw | Rem | Por | Pkt | BrZd | BrStr |
| --- | --------------------------- | ----- | -- | --- | --- | --- | ---- | ----- |
| 1   | Universidad San Martín Lima | 22    | 13 | 5   | 4   | 44  | 44   | 22    |
| 2   | Cienciano Cuzco             | 22    | 10 | 7   | 5   | 37  | 32   | 22    |
| 3   | Sport Áncash Huaraz         | 22    | 9  | 7   | 6   | 34  | 30   | 22    |
| 4   | Sport Boys Callao           | 22    | 9  | 7   | 6   | 34  | 33   | 29    |
| 5   | Universitario Lima          | 22    | 9  | 5   | 8   | 32  | 31   | 31    |
| 6   | Alianza Lima                | 22    | 9  | 8   | 5   | 31  | 31   | 23    |
| 7   | FBC Melgar                  | 22    | 8  | 5   | 9   | 29  | 32   | 38    |
| 8   | Alianza Atlético Sullana    | 22    | 6  | 10  | 6   | 28  | 23   | 23    |
| 9   | Municipal Lima              | 22    | 6  | 6   | 10  | 24  | 25   | 30    |
| 10  | Club Sporting Cristal       | 22    | 5  | 7   | 10  | 22  | 25   | 35    |
| 11  | Total Clean Arequipa        | 22    | 6  | 2   | 14  | 20  | 28   | 45    |
| 12  | Coronel Bolognesi Tacna     | 22    | 4  | 7   | 11  | 19  | 22   | 36    |

## Torneo Clausura 2007

### Clausura 1
| Data          | Mecz |
| ------------- | --- |
| 21 lipca 2007 | Club Sporting Cristal – Total Clean Arequipa 2:2 Luis Alberto Bonnet 60, César Miguel Rebosio 62 – César Miguel Rebosio 35s, Christian Vildozo 36   |
| 21 lipca 2007 | Coronel Bolognesi Tacna – Municipal Lima 1:0 Erick Alejandro Marín 90                                                                               |
| 21 lipca 2007 | FBC Melgar – Alianza Atlético Sullana 0:0 |
| 22 lipca 2007 | Universidad San Martín Lima – Sport Áncash Huaraz 2:1 Ryan Salazar 8, Mario Evaristo Leguizamón 42 – Richard Maria Estigarribia 36                  |
| 22 lipca 2007 | Cienciano Cuzco – Universitario Lima 2:3 Christian Guevara 68, José Carlos Fernández 71 – Héctor Hurtado 30, Johan Javier Fano 32, Mayer Candelo 49 |
| 22 lipca 2007 | Alianza Lima – Sport Boys Callao 1:2 Junior Viza 7 – Gianfranco Labarthe 20, Jhonnier Montaño 33                                                    |

### Clausura 2
| Data          | Mecz |
| ------------- | --- |
| 28 lipca 2007 | Municipal Lima – FBC Melgar 0:0 |
| 28 lipca 2007 | Universitario Lima – Coronel Bolognesi Tacna 1:1 Johan Javier Fano 59 – Paul Manuel Cominges 34                                                    |
| 29 lipca 2007 | Sport Boys Callao – Cienciano Cuzco 0:0 |
| 29 lipca 2007 | Total Clean Arequipa – Universidad San Martín Lima 2:0 Yimi Peña 34, 88                                                                            |
| 29 lipca 2007 | Sport Áncash Huaraz – Club Sporting Cristal 3:1 Ramiro Fernando Fassi 45s, Richard Maria Estigarribia 72, Christian Salazar 83 – Carlos Lobatón 29 |
| 30 lipca 2007 | Alianza Atlético Sullana – Alianza Lima 0:0 |

### Clausura 3
| Data            | Mecz |
| --------------- | --- |
| 4 sierpnia 2007 | Alianza Lima – Total Clean Arequipa 2:1 Juan Carlos Mariño 57k, Juan Ignacio Acosta 61 – Germán Carty 71                             |
| 4 sierpnia 2007 | Municipal Lima – Alianza Atlético Sullana 3:2 Ramón Rodríguez del Solar 12, 79, Juan Iriarte 45k – Javier Soria 6, Yambuke Ceesai 41 |
| 4 sierpnia 2007 | FBC Melgar – Universitario Lima 0:1 Héctor Hurtado 84                                                                                |
| 5 sierpnia 2007 | Cienciano Cuzco – Sport Áncash Huaraz 2:1 Edgar Villamarín 22, Eugenio Peralta 75 – Edgar Villamarín 53s                             |
| 5 sierpnia 2007 | Club Sporting Cristal – Universidad San Martín Lima 1:1 Luis Alberto Bonnet 58 – Roberto Silva 6                                     |
| 8 września 2007 | Coronel Bolognesi Tacna – Sport Boys Callao 3:1 Júnior Ross 25, Mario Jorge Soto 79, Luís Alberto Ramírez 90 – José Herrera 85       |

### Clausura 4
| Data            | Mecz |
| --------------- | --- |
| 8 sierpnia 2007 | Alianza Atlético Sullana – Coronel Bolognesi Tacna 0:0                                                           |
| 8 sierpnia 2007 | Total Clean Arequipa – FBC Melgar 0:0                                                                            |
| 8 sierpnia 2007 | Sport Áncash Huaraz – Alianza Lima 1:1 Richard Maria Estigarribia 18 – Jair Iglesias 13                          |
| 8 sierpnia 2007 | Universidad San Martín Lima – Cienciano Cuzco 3:1 Ryan Salazar 20, Pedro García 41, 75 – Víctor Rossel 90        |
| 8 sierpnia 2007 | Sport Boys Callao – Municipal Lima 1:1 Jhonnier Montaño 28 – Juan Iriarte 45                                     |
| 5 września 2007 | Universitario Lima – Club Sporting Cristal 2:1 Johan Javier Fano 79, Mayer Candelo 90 – Ramiro Fernando Fassi 29 |

### Clausura 5
| Data             | Mecz |
| ---------------- | --- |
| 11 sierpnia 2007 | Alianza Atlético Sullana – Sport Boys Callao 2:1 Pedro Luís Ascoy 25, Armando Villalba 78 – Luís Marengo 31                   |
| 11 sierpnia 2007 | FBC Melgar – Sport Áncash Huaraz 0:2 Sergio Ubillús 22, Richard Maria Estigarribia 90                                         |
| 12 sierpnia 2007 | Cienciano Cuzco – Club Sporting Cristal 2:0 José Carlos Fernández 39, William Chiroque 70                                     |
| 12 sierpnia 2007 | Alianza Lima – Universidad San Martín Lima 0:5 Pedro García 24k, 76, Ryan Salazar 53, 63, Ronald Quinteros 58                 |
| 12 sierpnia 2007 | Municipal Lima – Universitario Lima 3:2 Juan Iriarte 25, Masakatsu Sawa 67, 72 – Donny Neyra 20, Luis Patricio Núñez 23       |
| 12 sierpnia 2007 | Coronel Bolognesi Tacna – Total Clean Arequipa 3:0 Paul Manuel Cominges 40, Eduardo Alberto Uribe 42, Paul Manuel Cominges 49 |

### Clausura 7
| Data             | Mecz |
| ---------------- | --- |
| 25 sierpnia 2007 | Municipal Lima – Total Clean Arequipa 1:0 Renzo Sheput 28                                                           |
| 25 sierpnia 2007 | Sport Boys Callao – Universitario Lima 1:1 Jhonnier Montaño 36 – Johan Javier Fano 8                                |
| 26 sierpnia 2007 | Alianza Atlético Sullana – Sport Áncash Huaraz 1:1 Martin Tenemás 21k – Juan Montenegro 80k                         |
| 26 sierpnia 2007 | Alianza Lima – Cienciano Cuzco 1:2 Aldo Olcese 67 – Eugenio Peralta 73, César Cahuantico 81                         |
| 26 sierpnia 2007 | FBC Melgar – Universidad San Martín Lima 2:1 Herlyn Israel Zúñiga 37, Juan Francisco Hernández 61 – Ryan Salazar 29 |
| 26 sierpnia 2007 | Coronel Bolognesi Tacna – Club Sporting Cristal 0:1 Gabriel Ramón García 25                                         |

### Clausura 8
| Data             | Mecz |
| ---------------- | --- |
| 1 września 2007  | Sport Áncash Huaraz – Sport Boys Callao 2:2 Rafael Villanueva 31, Richard Maria Estigarribia 73 – Sergio Ibarra 3, Ángelo Cruzado 82              |
| 1 września 2007  | Club Sporting Cristal – FBC Melgar 1:1 Jorge Antonio Soto 83k – Alex Segundo Magallanes 59                                                        |
| 2 września 2007  | Cienciano Cuzco – Coronel Bolognesi Tacna 1:0 Eugenio Peralta 44                                                                                  |
| 2 września 2007  | Universidad San Martín Lima – Municipal Lima 0:1 Ramón Rodríguez del Solar 30                                                                     |
| 2 września 2007  | Total Clean Arequipa – Alianza Atlético Sullana 4:1 Christian Ortiz 39, Roberto Holsen 6, Germán Carty 48, Paolo Maldonado 64 – Roberto Farfán 37 |
| 7 listopada 2007 | Universitario Lima – Alianza Lima 1:3 Johan Javier Fano 55 – Junior Viza 19, Renzo Benavides 35, Juan Ignacio Acosta 90                           |

### Clausura 6
| Data             | Mecz                                                                                             |
| ---------------- | ------------------------------------------------------------------------------------------------ |
| 9 września 2007  | Sport Áncash Huaraz – Municipal Lima 3:1 Efraín Viáfara 18, 42, Richard Maria Estigarribia 38 -? |
| 19 września 2007 | Universidad San Martín Lima – Coronel Bolognesi Tacna 0:2 Paul Manuel Cominges 40, 57            |
| 19 września 2007 | Total Clean Arequipa – Cienciano Cuzco 1:0 Christian Vildozo 50                                  |
| 19 września 2007 | Universitario Lima – Alianza Atlético Sullana 0:0                                                |
| 20 września 2007 | Sport Boys Callao – FBC Melgar 1:1 Julio César Landauri 90 – Alex Segundo Magallanes 70          |
| 20 września 2007 | Club Sporting Cristal – Alianza Lima 1:2 Édison Chará 12 – Flavio Maestri 21, Luis Saritama 88   |

### Clausura 9
| Data             | Mecz |
| ---------------- | --- |
| 15 września 2007 | Coronel Bolognesi Tacna – Alianza Lima 0:0 |
| 15 września 2007 | Sport Boys Callao – Total Clean Arequipa 3:0 1:0 Ángelo Cruzado 13, 24, Sergio Ibarra 89                                                                     |
| 15 września 2007 | Universitario Lima – Sport Áncash Huaraz 1:2 Mayer Candelo 33 – Richard Maria Estigarribia 10, Efraín Viáfara 45                                             |
| 16 września 2007 | Alianza Atlético Sullana – Universidad San Martín Lima 2:1 Sydney Faiffer 23, Frank Alonso Rojas 82 – Orlando Contreras 41                                   |
| 16 września 2007 | Municipal Lima – Club Sporting Cristal 1:0 Jesús Rey 74 |
| 16 września 2007 | FBC Melgar – Cienciano Cuzco 4:1 Alex Segundo Magallanes 43, Roberto Carlos Coaguila 51, Hilden Salas 82, Herlyn Israel Zúñiga 89 – José Carlos Fernández 67 |

### Clausura 10
| Data             | Mecz |
| ---------------- | --- |
| 22 września 2007 | Total Clean Arequipa – Universitario Lima 0:1 Juan Diego González-Vigil 23                                                        |
| 23 września 2007 | Alianza Lima – FBC Melgar 0:0 |
| 23 września 2007 | Coronel Bolognesi Tacna – Sport Áncash Huaraz 2:0 Miguel Pedro Ostersen 41, Jorge Vázquez 83                                      |
| 23 września 2007 | Cienciano Cuzco – Municipal Lima 4:0 José Carlos Fernández 10, William Chiroque 59, José Carlos Fernández 60, Natalio Portillo 84 |
| 23 września 2007 | Universidad San Martín Lima – Sport Boys Callao 1:1 Mario Evaristo Leguizamón 21k – Sergio Ibarra 51                              |
| 23 września 2007 | Club Sporting Cristal – Alianza Atlético Sullana 1:0 Gianfranco Espejo 66                                                         |

### Clausura 11
| Data             | Mecz                                                                                                   |
| ---------------- | --- |
| 26 września 2007 | Alianza Atlético Sullana – Cienciano Cuzco 3:0 Roberto Farfán 33, 77, Pedro Luís Ascoy 45              |
| 26 września 2007 | Municipal Lima – Alianza Lima 0:1 Flavio Maestri 38                                                    |
| 26 września 2007 | FBC Melgar – Coronel Bolognesi Tacna 0:1 Jean Casas 86                                                 |
| 26 września 2007 | Sport Áncash Huaraz – Total Clean Arequipa 1:0 José Morín 90                                           |
| 26 września 2007 | Universitario Lima – Universidad San Martín Lima 0:0                                                   |
| 27 września 2007 | Sport Boys Callao – Club Sporting Cristal 3:0 Ángelo Cruzado 90, Jair Céspedes 90, Jhonnier Montaño 90 |

### Clausura 12
| Data             | Mecz                                                                                                 |
| ---------------- | --- |
| 29 września 2007 | Municipal Lima – Coronel Bolognesi Tacna 1:2 Jesús Rey 9 – Jorge Vázquez 65, Júnior Ross 70          |
| 29 września 2007 | Sport Áncash Huaraz – Universidad San Martín Lima 1:0 Efraín Viáfara 25                              |
| 30 września 2007 | Alianza Atlético Sullana – FBC Melgar 1:0 Frank Alonso Rojas 36                                      |
| 30 września 2007 | Sport Boys Callao – Alianza Lima 1:2 José Herrera 62 – Mauricio Mendoza 29, Guillermo Salas 35       |
| 30 września 2007 | Total Clean Arequipa – Club Sporting Cristal 1:1 Sebastián Néstor Domínguez 16 – Carlos Lobatón 65   |
| 30 września 2007 | Universitario Lima – Cienciano Cuzco 2:1 Johan Javier Fano 79, Héctor Hurtado 86 – Miguel Huertas 40 |

### Clausura 13
| Data                | Mecz |
| ------------------- | --- |
| 6 października 2007 | Alianza Lima – Alianza Atlético Sullana 2:1 Mauricio Mendoza 70, Junior Viza 82 – Martin Tenemás 49            |
| 6 października 2007 | Club Sporting Cristal – Sport Áncash Huaraz 2:0 Damián Ísmodes 36, Gabriel Ramón García 66                     |
| 7 października 2007 | Cienciano Cuzco – Sport Boys Callao 3:0 José Carlos Fernández 29, William Chiroque 69, 71                      |
| 7 października 2007 | Coronel Bolognesi Tacna – Universitario Lima 0:0                                                               |
| 7 października 2007 | FBC Melgar – Municipal Lima 1:0 Herlyn Israel Zúñiga 90                                                        |
| 7 października 2007 | Universidad San Martín Lima – Total Clean Arequipa 3:0 John Hinostroza 54, Mauricio Montes 67, Pedro García 84 |

### Clausura 14
| Data                 | Mecz |
| -------------------- | --- |
| 19 października 2007 | Alianza Atlético Sullana – Municipal Lima 1:0 Pedro Luís Ascoy 88                                                          |
| 19 października 2007 | Sport Boys Callao – Coronel Bolognesi Tacna 2:2 José Herrera 17k, Rodrigo Saraz 28 – Mario Jorge Soto 45, Heiner Chavez 76 |
| 20 października 2007 | Sport Áncash Huaraz – Cienciano Cuzco 1:1 Efraín Viáfara 54 – Jair Butrón 33s                                              |
| 23 października 2007 | Universitario Lima – FBC Melgar 2:2 Johan Javier Fano 45k, Héctor Hurtado 52 – Gerardo Gárate 45, Rivelino Carassa 90      |
| 23 października 2007 | Universidad San Martín Lima – Club Sporting Cristal 1:1 Ryan Salazar 81 – Damián Ísmodes 45                                |
| 24 października 2007 | Total Clean Arequipa – Alianza Lima 2:0 Sebastián Néstor Domínguez 34, 76                                                  |

### Clausura 15
| Data                 | Mecz |
| -------------------- | --- |
| 27 października 2007 | Cienciano Cuzco – Universidad San Martín Lima 4:0 José Carlos Fernández 31, 79, Natalio Portillo 44, Christian Guevara 90 |
| 27 października 2007 | Coronel Bolognesi Tacna – Alianza Atlético Sullana 1:0 Adán Balbín 51                                                     |
| 27 października 2007 | Club Sporting Cristal – Universitario Lima 1:0 Roberto Palacios 74                                                        |
| 28 października 2007 | FBC Melgar – Total Clean Arequipa 2:2 Jesús Arismendi 18, Gerardo Gárate 21 – César Ortíz 28, Christian Ortiz 77          |
| 28 października 2007 | Alianza Lima – Sport Áncash Huaraz 3:0 Junior Viza 13, Christian García 47s, Flavio Maestri 90                            |
| 20 listopada 2007    | Municipal Lima – Sport Boys Callao 2:2 Jesús Arismendi 18, Gerardo Gárate 21 – César Ortíz 28, Christian Ortiz 77         |

### Clausura 16
| Data                 | Mecz                                                                                            |
| -------------------- | ----------------------------------------------------------------------------------------------- |
| 31 października 2007 | Total Clean Arequipa – Coronel Bolognesi Tacna 1:0 Ángel Fernando Pinto 90                      |
| 31 października 2007 | Universidad San Martín Lima – Alianza Lima 0:0                                                  |
| 31 października 2007 | Universitario Lima – Municipal Lima 2:1 Donny Neyra 52, Johan Javier Fano 82 – César Sánchez 55 |
| 1 listopada 2007     | Club Sporting Cristal – Cienciano Cuzco 1:0 Édison Chará 22                                     |
| 1 listopada 2007     | Sport Áncash Huaraz – FBC Melgar 0:2 Juan Francisco Hernández 71, Herlyn Israel Zúñiga 83       |
| 1 listopada 2007     | Sport Boys Callao – Alianza Atlético Sullana 0:0                                                |

### Clausura 17
| Data             | Mecz |
| ---------------- | --- |
| 4 listopada 2007 | Alianza Atlético Sullana – Universitario Lima 0:0                                                                                    |
| 4 listopada 2007 | Alianza Lima – Club Sporting Cristal 0:1 Cristiano Da Silva 90                                                                       |
| 4 listopada 2007 | Coronel Bolognesi Tacna – Universidad San Martín Lima 0:1 Fernando del Solar 17                                                      |
| 4 listopada 2007 | Cienciano Cuzco – Total Clean Arequipa 3:1 José Carlos Fernández 14, Víctor Rossel 69, José Carlos Fernández 77 – Christian Ortiz 60 |
| 4 listopada 2007 | Municipal Lima – Sport Áncash Huaraz 2:0 Jesús Rey 56, Masakatsu Sawa 63                                                             |
| 6 listopada 2007 | FBC Melgar – Sport Boys Callao 2:0 Juan Francisco Hernández 3, Herlyn Israel Zúñiga 78                                               |

### Clausura 18
| Data              | Mecz |
| ----------------- | --- |
| 10 listopada 2007 | Cienciano Cuzco – Alianza Lima 3:0 Natalio Portillo 10, José Carlos Fernández 63, 79                                                       |
| 10 listopada 2007 | Universidad San Martín Lima – FBC Melgar 1:0 Mario Evaristo Leguizamón 72                                                                  |
| 11 listopada 2007 | Sport Áncash Huaraz – Alianza Atlético Sullana 3:2 Juan Montenegro 28, 29, Orlando Allende 79 – Diego Bustamante 68, Jaime Alfonso Ruiz 89 |
| 11 listopada 2007 | Club Sporting Cristal – Coronel Bolognesi Tacna 1:0 Gabriel Ramón García 57                                                                |
| 11 listopada 2007 | Total Clean Arequipa – Municipal Lima 4:1 Sebastián Néstor Domínguez 21, Christian Ortiz 45, Joel Melchor Sánchez 75, 88 – Renzo Sheput 4  |
| 11 listopada 2007 | Universitario Lima – Sport Boys Callao 3:1 Johan Javier Fano 22, Víctor Balta 54, Héctor Hurtado 74 – José Herrera 63                      |

### Clausura 19
| Data              | Mecz |
| ----------------- | --- |
| 24 listopada 2007 | Alianza Atlético Sullana – Total Clean Arequipa 1:0 Roberto Farfán 62 |
| 24 listopada 2007 | Coronel Bolognesi Tacna – Cienciano Cuzco 6:2 Júnior Ross 9, Paul Manuel Cominges 36k, 72, Júnior Ross 61, Heiner Chavez 82, Jorge Vázquez 87 – Carlos Javier Solís 23, Edson Uribe 86 |
| 24 listopada 2007 | Municipal Lima – Universidad San Martín Lima 2:2 Juan Iriarte 30, Renzo Sheput 76k – Pedro García 57, Roberto Silva 88                                                                 |
| 25 listopada 2007 | Alianza Lima – Universitario Lima 1:1 Junior Viza 78 – Jesús Rabanal 45 |
| 25 listopada 2007 | FBC Melgar – Club Sporting Cristal 0:0 |
| 25 listopada 2007 | Sport Boys Callao – Sport Áncash Huaraz 1:1 Jhonnier Montaño 45 – Juan Carrillo 69 |

### Clausura 20
| Data           | Mecz |
| -------------- | --- |
| 1 grudnia 2007 | Cienciano Cuzco – FBC Melgar 0:0 |
| 1 grudnia 2007 | Universidad San Martín Lima – Alianza Atlético Sullana 3:0 Pedro García 14, Roberto Silva 71, Enzo Hernán Gutiérrez 84                            |
| 2 grudnia 2007 | Alianza Lima – Coronel Bolognesi Tacna 3:2 Junior Viza 51, Luis Saritama 79, Luis Saritama 84 – Paul Manuel Cominges 32, Eduardo Alberto Uribe 49 |
| 2 grudnia 2007 | Sport Áncash Huaraz – Universitario Lima 2:1 Juan Montenegro 48, Efraín Viáfara 71 – Héctor Hurtado 8                                             |
| 2 grudnia 2007 | Club Sporting Cristal – Municipal Lima 3:3 Roberto Palacios 28, Gabriel Ramón García 54, 86 – Masakatsu Sawa 20, 73, Renzo Sheput 65              |
| 2 grudnia 2007 | Total Clean Arequipa – Sport Boys Callao 1:0 Martín Vásquez 52                                                                                    |

### Clausura 21
| Data           | Mecz                                                                            |
| -------------- | ------------------------------------------------------------------------------- |
| 8 grudnia 2007 | Sport Boys Callao – Universidad San Martín Lima 1:0 Jhonnier Montaño 20         |
| 9 grudnia 2007 | Alianza Atlético Sullana – Club Sporting Cristal 0:0                            |
| 9 grudnia 2007 | Municipal Lima – Cienciano Cuzco 1:1 Masakatsu Sawa 71 – Juan Carlos Bazalar 89 |
| 9 grudnia 2007 | FBC Melgar – Alianza Lima 1:1 Herlyn Israel Zúñiga 43 – Luis Saritama 53        |
| 9 grudnia 2007 | Sport Áncash Huaraz – Coronel Bolognesi Tacna 0:0                               |
| 9 grudnia 2007 | Universitario Lima – Total Clean Arequipa 1:0 Luis Patricio Núñez 63            |

### Clausura 22
| Data            | Mecz |
| --------------- | --- |
| 16 grudnia 2007 | Alianza Lima – Municipal Lima 6:0 Ernesto Arakaki 6, Luis Saritama 30, 82, Renzo Benavides 65, Luis Trujillo 75, 80 |
| 16 grudnia 2007 | Coronel Bolognesi Tacna – FBC Melgar 2:0 Paul Manuel Cominges 20, Luís Alberto Ramírez 49                           |
| 16 grudnia 2007 | Cienciano Cuzco – Alianza Atlético Sullana 2:0 Julio García 45k, 55                                                 |
| 16 grudnia 2007 | Universidad San Martín Lima – Universitario Lima 0:2 Jesús Rabanal 5, Luis Patricio Núñez 90                        |
| 16 grudnia 2007 | Club Sporting Cristal – Sport Boys Callao 1:1 Miguel Villalta 45 – Sergio Ibarra 90                                 |
| 16 grudnia 2007 | Total Clean Arequipa – Sport Áncash Huaraz 0:1 César Goya 22                                                        |

### Tabela końcowa turnieju Clausura 2007
| Poz | Klub                        | Mecze | Zw | Rem | Por | Pkt | BrZd | BrStr |
| --- | --------------------------- | ----- | -- | --- | --- | --- | ---- | ----- |
| 1   | Coronel Bolognesi Tacna     | 22    | 10 | 6   | 6   | 36  | 28   | 15    |
| 2   | Universitario Lima          | 22    | 9  | 8   | 5   | 35  | 27   | 22    |
| 3   | Cienciano Cuzco             | 22    | 10 | 4   | 8   | 34  | 35   | 28    |
| 4   | Alianza Lima                | 22    | 9  | 7   | 6   | 34  | 29   | 25    |
| 5   | Sport Áncash Huaraz         | 22    | 9  | 6   | 7   | 33  | 26   | 27    |
| 6   | Club Sporting Cristal       | 22    | 7  | 9   | 6   | 30  | 21   | 23    |
| 7   | Universidad San Martín Lima | 22    | 7  | 6   | 9   | 27  | 25   | 24    |
| 8   | FBC Melgar                  | 22    | 5  | 11  | 6   | 26  | 18   | 17    |
| 9   | Alianza Atlético Sullana    | 22    | 6  | 8   | 8   | 26  | 17   | 22    |
| 10  | Total Clean Arequipa        | 22    | 7  | 4   | 11  | 25  | 22   | 27    |
| 11  | Municipal Lima              | 22    | 6  | 6   | 10  | 24  | 24   | 38    |
| 12  | Sport Boys Callao           | 22    | 4  | 11  | 7   | 23  | 25   | 29    |

## Tabela sumaryczna sezonu 2007
| Poz | Klub                        | Mecze | Zw | Rem | Por | Pkt | BrZd | BrStr |
| --- | --------------------------- | ----- | -- | --- | --- | --- | ---- | ----- |
| 1   | Universidad San Martín Lima | 44    | 20 | 11  | 13  | 71  | 69   | 46    |
| 2   | Cienciano Cuzco             | 44    | 20 | 11  | 13  | 71  | 67   | 50    |
| 3   | Sport Áncash Huaraz         | 44    | 18 | 13  | 13  | 67  | 56   | 49    |
| 4   | Universitario Lima          | 44    | 18 | 13  | 13  | 67  | 58   | 53    |
| 5   | Alianza Lima                | 44    | 18 | 15  | 11  | 65  | 60   | 48    |
| 6   | Sport Boys Callao           | 44    | 13 | 18  | 13  | 57  | 58   | 58    |
| 7   | Coronel Bolognesi Tacna     | 44    | 14 | 13  | 17  | 55  | 50   | 51    |
| 8   | FBC Melgar                  | 44    | 13 | 16  | 15  | 55  | 50   | 55    |
| 9   | Alianza Atlético Sullana    | 44    | 12 | 18  | 14  | 54  | 40   | 45    |
| 10  | Club Sporting Cristal       | 44    | 12 | 16  | 16  | 52  | 46   | 58    |
| 11  | Municipal Lima              | 44    | 12 | 12  | 20  | 48  | 49   | 68    |
| 12  | Total Clean Arequipa        | 44    | 13 | 6   | 25  | 45  | 50   | 72    |

Do I ligi awansowały 4 kluby – José Gálvez Chimbote (uznano krzywdę, jaką wyrządzono temu klubowi w poprzednim sezonie i pozwolono na powrót do I ligi), Universidad César Vallejo Trujillo (mistrz Segunda división peruana), Juan Aurich Chiclayo (zwycięzca turnieju Copa Perú) oraz Atlético Minero Huancayo (zwycięzca pojedynku między wicemistrzem Segunda división a finalistą Copa Perú).

## Campeonato Peruano 2007
Według regulaminu o mistrzostwo kraju walczą zwycięzcy turniejów Apertura i Clausura. Gdyby ten sam klub zwyciężył w obu tych turniejach, automatycznie zostałby mistrzem Peru. By dany klub mógł walczyć o mistrzostwo kraju, nie tylko musi wygrać jeden z dwóch turniejów (Apertura lub Clausura), ale jednocześnie musi zmieścić się w najlepszej szóstce drugiego turnieju. Jeśli jeden ze zwycięzców nie zmieści się w najlepszej szóstce drugiego turnieju, to meczu o mistrzostwo nie będzie, a mistrzem Peru będzie drużyna, która wygrała jeden z turniejów (Apertura lub Clausura) i w drugim znalazła się w pierwszej szóstce. W przypadku, gdy obaj zwycięzcy turniejów nie uplasują się w czołowej szóstce „przegranych turniejów”, to mistrzem Peru zostanie najlepszy klub w tabeli sumarycznej sezonu.
Ponieważ zwycięzca turnieju Apertura Universidad San Martín Lima w turnieju Clausura zajął 7. miejsce, natomiast zwycięzca turnieju Calusura Coronel Bolognesi Tacna zajął w turnieju Apertura 12. miejsce, mistrzem Peru w roku 2007 zgodnie z regulaminem został najlepszy klub w tabeli sumarycznej sezonu – Universidad San Martín Lima. Wicemistrzem Peru został drugi w sumarycznej tabeli klub Cienciano Cuzco.

## Strzelcy bramek 2007
| Gole | Piłkarz                    | Klub                                     |
| ---- | -------------------------- | ---------------------------------------- |
| 19   | Johan Javier Fano          | Universitario Lima                       |
| 19   | Richard Maria Estigarribia | Sport Áncash Huaraz                      |
| 18   | Ysrael Zúñiga              | FBC Melgar                               |
| 17   | Paul Manuel Cominges       | Coronel Bolognesi Tacna                  |
| 16   | Pedro García               | Universidad San Martín Lima              |
| 15   | José Carlos Fernández      | Coronel Bolognesi Tacna, Cienciano Cuzco |
| 14   | Hernán Rengifo             | Universidad San Martín Lima              |
| 13   | Mario Evaristo Leguizamón  | Universidad San Martín Lima              |
| 12   | Junior Viza                | Alianza Lima                             |
| 12   | Sebastián Néstor Domínguez | Total Clean Arequipa                     |
| 11   | Sergio Ibarra              | Sport Boys Callao                        |
| 10   | Masakatsu Sawa             | Municipal Lima                           |